# Прикладна інформатика
Прикладна́ інформа́тика, також застосо́вна інформа́тика (англ. applied informatics) — науковий напрямок, який об'єднує інформатику, обчислювальну техніку та автоматизацію.
Вона не лише вчить роботі на комп'ютері й сприяє автоматизації роботи в комп'ютерних системах та мережах.
Прикладні завдання інформатики полягають у розробці найефективніших методів і засобів здійснення інформаційних процесів, у визначенні способів оптимальної наукової комунікації у самій науці та між наукою і виробництвом.